# Tolesa Bodena
Tolesa Bodena (* 18. Februar 2000) ist ein äthiopischer Leichtathlet, der sich auf den Mittelstreckenlauf spezialisiert hat.

## Sportliche Laufbahn
Erste Erfahrungen bei internationalen Meisterschaften sammelte Tolesa Bodena im Jahr 2017, als er bei den U18-Weltmeisterschaften in Nairobi in 1:47,16 min die Silbermedaille im 800-Meter-Lauf gewann. 2022 schied er bei den Afrikameisterschaften in Port Louis mit 1:49,34 min im Halbfinale aus und verpasste mit der äthiopischen 4-mal-400-Meter-Staffel mit 3:16,86 min den Finaleinzug. Anschließend erreichte er bei den Weltmeisterschaften in Eugene das Semifinale über 800 Meter und schied dort mit 1:50,55 min aus. 
In den Jahren 2018 und 2022 wurde Bodena äthiopischer Meister im 800-Meter-Lauf.

## Persönliche Bestzeiten
- 800 Meter: 1:44,90 min, 31. Mai 2022 in Ostrava
- 1000 Meter: 2:18,87 min, 10. Juni 2018 in Stockholm